# Gésip Légitimus
Pour les articles homonymes, voir Légitimus.
Victor-Hégésippe Légitimus, dit Gésip, né à Paris 10ème le 22 août 1930 et mort dans la même ville, dans le 15ème arrondissement, le 18 janvier 2000, est un pionnier dans l’expression audiovisuelle, artistique, politique et associative afro-antillaise en France.

## Biographie

### Vie privée et famille
Il est le fils de l'artiste Darling Légitimus et petit-fils du député Hégésippe Jean Légitimus.
Son père Étienne, journaliste, a collaboré à la fondation du MRAP et de la LICRA et créa les premières discothèques antillaises à Paris ainsi que la Solidarité antillaise, première grande association antillaise à vocation sociale destinée à soutenir et aider les Antillais vivants en métropole à s’intégrer et à obtenir des conditions de vie et de travail décentes.
Il appartient à une grande famille, d’origine antillaise, d’artistes plus ou moins populaires dont sont issus les comédiens Pascal, son neveu, Samuel, son fils, Diana, illustratrice, auteure-compositeure et chanteuse, sa fille, ainsi que le chanteur David, un autre de ses fils. On peut encore citer Théo, comédien et musicien, son frère aîné, le père de Pascal et ses frères, Gustave et Clément, tous deux musiciens. Certains de ses petits enfants sont aussi artistes.
Il est père de neuf enfants. Il a épousé, dans les années 1960, la journaliste de radio et de presse féminine Noéma Thomassine, élue Miss Antilles en 1958, avec laquelle il a eu sept enfants.
Chevalier des Arts et Lettres, il est producteur d’émissions télévisées, producteur de disques, éditeur de musique, concepteur audiovisuel, directeur artistique, organisateur d’événements et de spectacles, homme de radio et de télévision, journaliste, président d’associations et du Centre international de création audiovisuelle francophone (CICAF) et de la Fédération des Artistes Noirs d'Expression Française (FANEF), directeur général d'African TV Productions et occasionnellement acteur et musicien.

### Carrière artistique

#### Cinéma
Gésip est un artiste plutôt précoce, puisqu’il commence sa carrière à trois mois. Il est en effet, le bébé noir du premier film parlant de Sacha Guitry : Le Blanc et le Noir, avec Raimu, Pauline Carton et Fernandel, dont c’est également le premier film. Au cinéma, il joua dans plusieurs films dont, en 1961, Gala, court-métrage de Jean-Daniel Pollet et François Bel dont il est la vedette. Il devint coproducteur du premier film réalisé par le hongrois László Szabó, Les Gants blancs du diable avec Bernadette Lafont et Jean-Pierre Kalfon.
Il apparaît en 1979 dans le film Tous vedettes, une comédie musicale française, réalisée par Michel Lang, sortie sur les écrans au printemps de l’année suivante.
En 1964, il joue le rôle d'un des fils de Noé dans le téléfilm réalisé par Jean-Christophe Averty, Les Verts Pâturages.
Il tourne aussi avec Henri Salvador, en 1961 dans son Scopitone pour le titre Faut rigoler.

#### Théâtre
Au théâtre, où il est comédien depuis l’âge de 8 ans aux côtés de Jean-Louis Barrault, Henri Rollan, Henri Crémieux, Lucien Coedel, il se forme à la mise en scène en devenant le collaborateur de Raymond Rouleau au théâtre Édouard VII en 1949, pour la pièce  Un tramway nommé Désir de Tennessee Williams avec Arletty, Louis de Funès, Milly Mathis, Darling Légitimus et en 1954 au théâtre Sarah Bernhardt dans Les Sorcières de Salem, auprès d’Yves Montand, Simone Signoret, Nicole Courcel - avec qui il aura une relation -, Pierre Mondy, et Darling Légitimus. Il collabora en 1959 avec Roger Blin pour la création au théâtre de Lutèce de la pièce Les Nègres de Jean Genet avec la troupe « les Griots ». Il fonda, afin de soutenir ses compatriotes dans le monde artistique métropolitain, la Fédération des Artistes Noirs d’Expression Française (FANEF), qui soutint des compagnies théâtrales telles « Les Griots » et « Le Théâtre Noir », administrée par son frère Théo. En 1966 il reçoit les félicitations du président Léopold Sédar Senghor et d'Aimé Césaire pour la direction de la délégation des Artistes français représentant la France au Festival mondial des Arts nègres à Dakar, avec Joséphine Baker - qui était sa marraine civile - et Moune de Rivel.
En 1979, il fut nommé directeur du théâtre de la Renaissance, où il travailla auprès de Francis Lopez, et fonda le Centre international de création audiovisuelle francophone (CICAF).

#### Musique
Musicien (trompettiste et chanteur), avec ses frères Théo (guitariste), Gustave (chef d’orchestre et batteur réputé, mort prématurément) et Clément (guitariste), il anima "L'Orchestre Légitimus" jazz et salsa qui fit de 1947 à 1969 « les beaux soirs du tout Paris exotique ». Il se spécialisa dans l’organisation de galas et de bals des grandes écoles parisiennes. Son groupe folklorique antillais représenta la France dans plusieurs festivals internationaux (Bari, Nice, La Rochelle), de 1953 à 1959 et remporta la médaille d’or chaque fois. Il organisa à Paris et en province plus de 500 spectacles, gagnant ainsi la reconnaissance des plus grands musiciens de salsa qui lui devaient, en partie, leur célébrité dans l’Hexagone. Il fut créateur de « la Savane », club de jazz exotique réputé de 1957 à 1963. Il contribua également à l’organisation de grandes manifestations nationales telles que « la France des quatre coins du monde » en 1976, au Palais des congrès de Paris.
Il fut aussi directeur artistique auprès d'Eddie Barclay, de même que de Francis Lopez — célèbre pour ses opérettes, pour lequel il organise le tournage de Quatre Jours à Paris et de La Perle des Antilles — et aussi pour plusieurs groupes musicaux, dont Touré Kunda et Exile One.

#### Journalisme
Secrétaire de rédaction du journal de son père, Le Correspondant Antillais, il devint d’abord rédacteur dans différents journaux : Bingo, Jeune Afrique, France Antilles, puis il crée avec le musicien africain Manu Dibango, le journal Afro Music. Il fonde, cofinance et administre en collaboration avec le journaliste africain Pierre Coula, BLACK HEBDO « Le Journal du Monde Noir », premier journal hebdomadaire destiné aux personnes de couleur en France en 1976.

#### Production TV, disque, radio
De 1956 à 1958, Gésip est élève avec Claude Lelouch et Michel Polac du Centre d’Études Supérieures de Radio Télévision dont une partie de cet enseignement est aujourd’hui reprise à l’IDHEC et à l’INA.
Producteur et concepteur de télévision, dès l’âge de 30 ans, directeur artistique, Gésip Légitimus a contribué au développement de l’audiovisuel et à la promotion des artistes noirs d’expression française. Initiateur de plusieurs entreprises, premier (et longtemps unique) producteur noir d’émissions de télévision, il fit connaître aux téléspectateurs français un grand nombre de talents noirs de tous horizons : Jo Archer, Gérard La Viny, Manu Dibango, Tânia Maria, Bonga, Clyde Wright (en) et le Golden Gate Quartet, Martinho Davila, Paulo Moura, Tito Puente, Marius Cultier, La Velle, Rhoda Scott, les Gibson Brothers, etc.
Il créa une série d’émissions télévisées dès 1967, Pulsations, (c’est d’ailleurs à cette occasion et à sa demande, que Manu Dibango trône à la tête de son premier big band. Gésip encourage le musicien à durcir son propos musical, et urbaniser son inspiration. D’ailleurs, Manu Dibango plagia les concepts originaux d’émissions de Gésip Légitimus, pour produire Salut Manu, qu’il anima dans les années 1980), Sur tous les tons, Rythmes du temps. Il y reçoit des vedettes de la chanson française comme Claude Nougaro, Nino Ferrer ou Mike Brant, Samsong avec Billy Nencioli, ainsi que les concerts de Sammy Davis Jr., Jimmy Smith, Thelonius Monk, Myriam Makeba, Nina Simone, Ray Charles et le 70e anniversaire de Duke Ellington à l’Alcazar.
Il créa, à la fin de années 70, l'émission "Au rythme du Temps" dans laquelle de nombreux musiciens afro-descendants dont La Velle, Rhoda Scott, Bonga, Tania Maria, les Gibson Brothers, notamment,  eurent le privilège de participer.
Il lui fut confié la direction du jazz à la télévision (ORTF) et la production de 50 émissions pour le cinquantenaire de l’arrivée du jazz en France. À l’Olympia, il collabore avec Bruno Coquatrix pour l’organisation de nombreux concerts.
À l'ouverture du Palais des congrès de Paris, il organise et produit « La France des quatre coins de monde », événement réunissant chanteurs, peintres, artistes et artisans noirs qui investissent les lieux pendant 3 mois, offrant au public toute la richesse artistique du monde noir sous forme de scènes et de stands.
Soucieux de l'évolution de la diaspora noire, Gésip rédigea en 1981 le Rapport Légitimus qui lui permet d'obtenir - dans le cadre de la loi Fillioud de 1982 - la création de la Société nationale de programmes de radio-télévision d'Outre-mer, RFO, devenue France Ô, dont il déclina la présidence de la Société proposée par Michèle Cotta et choisit le poste de Conseiller aux Programmes et à la Création. Il crée en 1982, la première radio périphérique antillaise à Paris "Tropic FM", devenue Tropiques FM, tout en produisant L'Agenda, puis Le Calendrier d’Outre-mer, page d’information hebdomadaire sur l’actualité artistique et culturelle d’Outre-mer, diffusée sur RFO et FR3 animée par diverses présentatrices ultramarines, dont sa fille, Diana Belkreir-Légitimus, France-Lise Colletin (également animatrice sur France 3), Margaret Lawrence-Calmelet, la future réalisatrice Mariette Monpierre, pendant plus de dix ans.

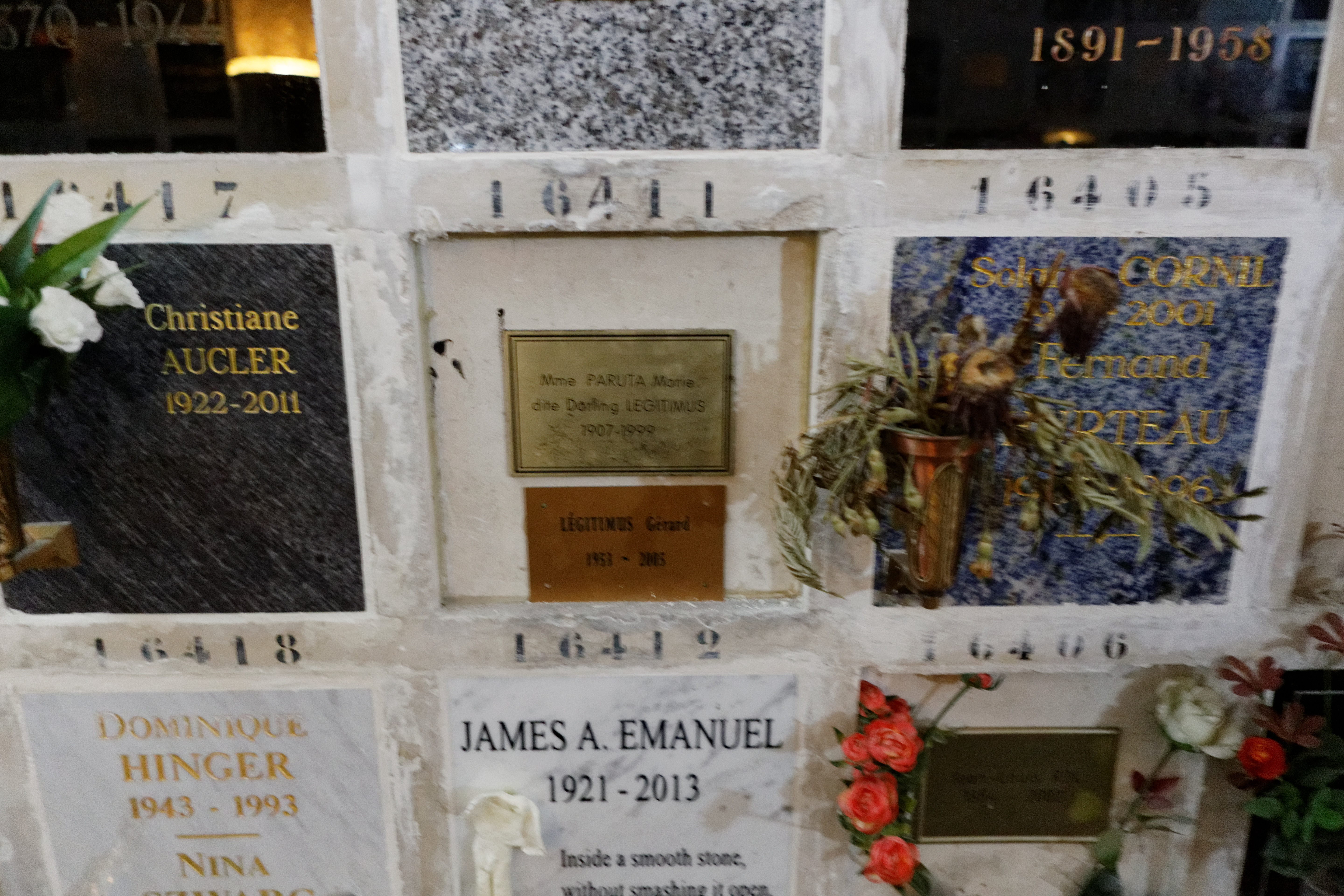
Plaque funéraire de Darling Légitimus au cimetière du Père-Lachaise (columbarium, division 87).

L'un de ses collaborateurs fut son fils aîné Henri Légitimus-Thomassine, animateur, directeur technique et directeur de plusieurs émissions de radio D'OM, sur TROPIC FM, (dont Joker Time mais aussi Délire, émission de nuit chère aux noctambules de tous horizons, animée entre autres par ses frères Samuel et David et sa sœur Diana) dès 1982, secondé par son équipe incluant Bob Fousse et Jimmy Xavier.
Gésip sera fait Chevalier dans l'Ordre des Arts et Lettres par le Ministre de la Culture Jack Lang.

### Mort
Il meurt brutalement chez lui, à Paris 15ème, le 18 janvier 2000, à l'âge de 69 ans d'une négligence médicale. Ses cendres se trouvent au Père-Lachaise - 87e division, case no 16411, auprès de celles de sa mère, Darling Légitimus, disparue six semaines auparavant. Une partie a été dispersée sur le sol de Marie-Galante, berceau de la famille Légitimus en Guadeloupe.